# Landrat (Pommern)
Der Landrat war die Vertretung der Landstände im Herzogtum Pommern. Er sicherte die Privilegien und Mitspracherechte der Stände gegenüber dem Landesherrn. Während die Landräte in Schwedisch-Pommern an der Landesverwaltung beteiligt wurden, ging der Landratstitel im brandenburgisch-preußischen Teil Pommerns im 18. Jahrhundert auf die Kreisdirektoren als Verwaltungsbeamte über.

## Herzogtum Pommern
Die Stände hatten im 14. und 15. Jahrhundert bedeutenden Einfluss auf die Politik des herrschenden Greifenhauses erlangt. Um ihre Privilegien auch außerhalb der Ständeversammlungen ausüben zu können, wurde ein ständischer Ausschuss bestellt. Dieser „gemeine Rat“, für den in der zweiten Hälfte des 16. Jahrhunderts die Bezeichnung „Landrat“ üblich wurde, wurde ab dem Anfang des 15. Jahrhunderts zu wichtigen Regierungshandlungen hinzugezogen.
Herzog Bogislaw X. verband den Ausschuss der Stände mit dem Kollegium seiner Hofräte. Dadurch konnte er den Einfluss der Vertreter der Stände mindern und es gelang ihm, die Städte aus dem Ausschuss zu verdrängen. Unter seinen Nachfolgern nahm die Bedeutung der Stände wieder zu. Herzog Philipp Julius von Pommern-Wolgast ließ 1614 die Landräte wieder aus den drei Ständen der Prälaten, der Ritterschaft und der Städte bestellen. Für jeden der zwölf Landräte – ein Prälat, acht Ritter und jeweils ein Bürgermeister der Vorderstädte Stralsund, Greifswald und Anklam – mussten die Stände ihm zwei Kandidaten präsentieren, von denen er jeweils einen auswählte und berief. In Pommern-Stettin setzte sich das Kollegium der Landräte erst ab 1634 wieder aus allen drei Ständen zusammen. Die Vorbild der Zusammensetzung war Pommern-Wolgast, wobei die städtischen Landräte aus Stettin, Stargard und Stolp kamen. Im Stift Cammin waren die Städte Kolberg und Köslin im landständischen Ausschuss vertreten.

## Schwedisch-Pommern und Brandenburg-Preußen
Nach dem Dreißigjährigen Krieg wurde das Herzogtum Pommern zwischen Schweden und Brandenburg aufgeteilt. In Schwedisch-Pommern, zu dem anfangs Vorpommern und ein Landstreifen Hinterpommerns östlich von Oder und Dievenow gehörten, wurde die Anzahl der Landräte in der Regimentsform von 1663 und in der Instruktion für die Landräte vom 10. April 1669 von ursprünglich zwölf auf zehn reduziert. Neben zwei Prälaten und vier Landräten aus der Ritterschaft, stellten die Städte Stralsund, Stettin, Greifswald und Anklam jeweils einen Landrat. Später wurde die Zahl auf neun vermindert, Greifswald und Anklam mussten gemeinschaftlich ihre Kandidaten präsentieren, unter denen die Schwedische Regierung in Pommern jeweils einen auswählte. Nach dem Großen Nordischen Krieg gab es im deutlich reduzierten Territorium Schwedisch-Pommerns noch drei ritterschaftliche und zwei städtische Landräte.
Bereits unter den Greifenherzögen wurden den Landräten gestattet, sich mindestens einmal jährlich, oder bei bedarf auch häufiger, auf Konvokation des Landmarschalls zu versammeln. Sowohl im schwedischen als auch im brandenburgischen Teil Pommerns wurden diese Regeln in der zweiten Hälfte des 17. Jahrhunderts bestätigt, wobei der Landmarschall zuvor die Erlaubnis der Regierung einholen musste. Die zur Beratung stehenden Punkte, von denen auf dem Konvent nicht abgewichen werden durfte, mussten dabei angezeigt werden. Der Regierung stand es frei, eine Kommissar zu diesen Beratungen zu entsenden, der jederzeit gehört werden musste. Im brandenburgischen Teil traten die Versammlungen der Landräte als Vor- und Hinterpommersche Landstube an die Stelle der allgemeinen Landstände, die unter Kurfürst Friedrich Wilhelm von Brandenburg und König Friedrich I. von Preußen nicht mehr zu Landtagen einberufen wurden.
Während Brandenburg-Preußen die Mitwirkung der pommerschen Landräte auf das Steuer- und Kontributionswesen reduzierte, insbesondere die Verwaltung des Landkastens, wurden die Landräte in Schwedisch-Pommern weitergehend an der Landesverwaltung beteiligt. Dazu gehörten Angelegenheiten die das Heilige Römische Reich und den Obersächsischen Reichskreis betrafen, die Einrichtung der Hufenmatrikel, die Verwaltung des Landkastens, die Visitationen des Wismarer Tribunals, des Greifswalder Konsistoriums, des Hofgerichts und der Kirchen. 1720 wurden ein ritterschaftlicher und ein städtischer Landrat zu Kuratoren der Universität Greifswald bestimmt. Die adeligen Damenstifte in Barth und Bergen auf Rügen unterstanden allein der Aufsicht der ritterschaftlichen Landräte.

## Vom Vertreter der Stände zum Verwaltungsbeamten
Die brandenburgisch-preußische Regierung hatte in ihrem Teil Pommerns im 18. Jahrhundert neben den Landrat als Vertreter der Landstände seines Kreises einen Kreisdirektor als landesherrlichen Verwalter gesetzt. Die Ritterschaft des jeweiligen Kreises nominierte Kandidaten für beide Stellen, die schließlich in einer Person vereinigt wurden. Der ständische Titel des Landrats ging damit auf die Verwaltungsbeamten über. Mit dem Übergang Schwedisch-Pommerns an Preußen wurde die preußische Form der Verwaltung auch auf Neuvorpommern übertragen.